# 피터 린드버그

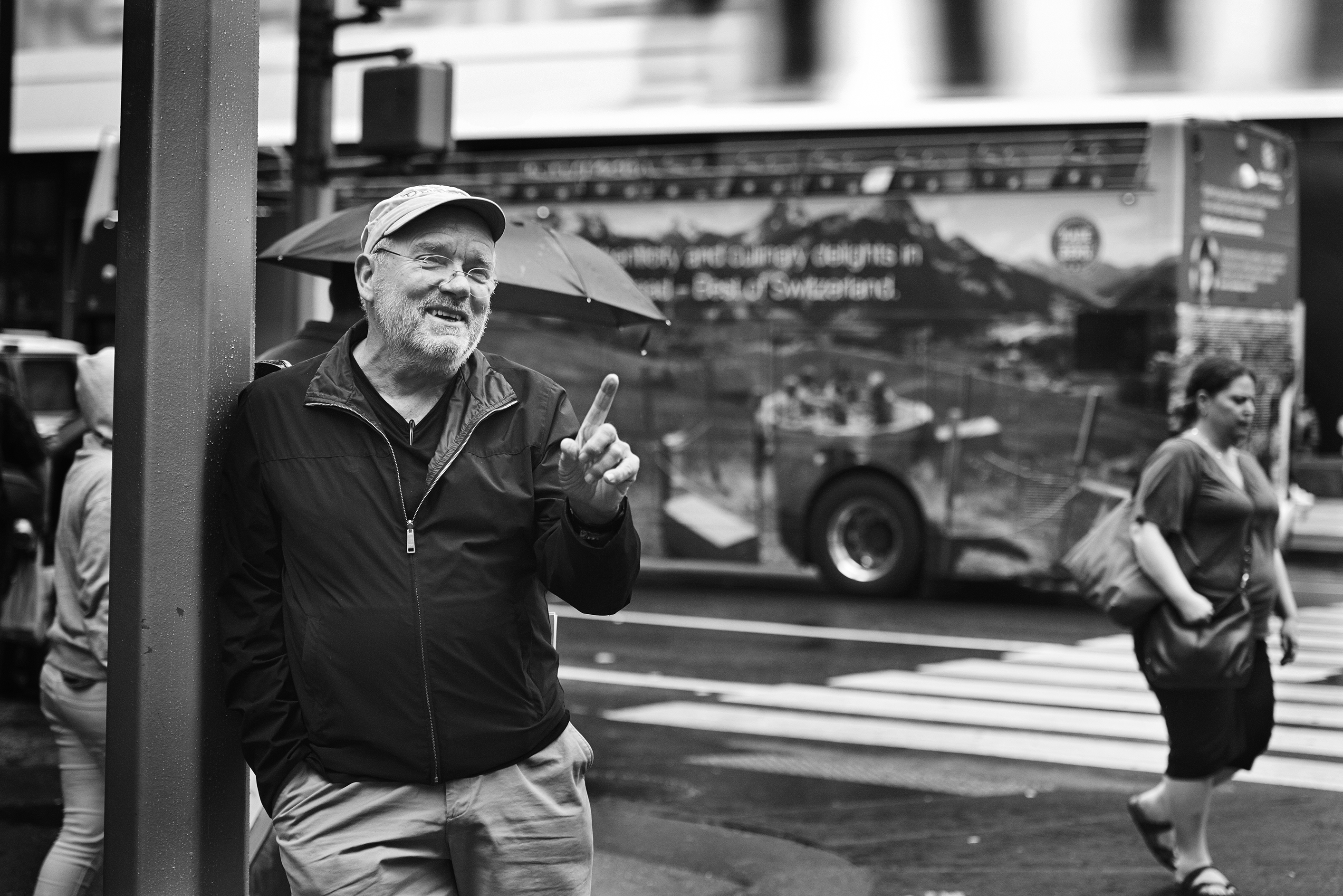
2016년, 뉴욕에서 피터 린드버그

피터 린드버그(Peter Lindbergh, 본명 Peter Brodbeck, 1944년 11월 23일~2019년 9월 3일)는 독일의 패션 사진 작가이자 영화 감독이다.
그는 베를린과 크레펠트에서 미술을 전공했으며 1971년에 사진으로 전향하여 《슈테른》 잡지에서 일했다.
패션 사진 분야에서 그는 《보그 영국판》 1990년 1월호 표지에 린다 에반젤리스타, 나오미 캠벨, 타탸나 파티츠, 신디 크로퍼드, 크리스티 털링턴을 함께 촬영하여 표지 모델로 등장시켰고, 이를 통해 슈퍼모델 시대가 열렸다. 그는 피렐리 달력을 세 번(1996년, 2002년, 2017년) 촬영했고, 여러 편의 영화를 만들었으며 티나 터너의 《Foreign Affair》, 셰릴 크로의 《The Globe Sessions》, 비욘세의 《I Am... Sasha Fierce》 등의 앨범 커버를 제작했다.
린드버그는 흑백 사진을 선호했으며, 2014년에는 "오늘날 사진작가의 책임은 여성, 그리고 궁극적으로 모든 사람을 젊음과 완벽함에 대한 공포로부터 해방시키는 것"이라고 말하기도 했다.